# Theodor Friedrich Ludwig Nees von Esenbeck
Theodor Friedrich Ludwig Nees von Esenbeck, född 26 juli 1787 på Schloss Reichenberg i Odenwald, död 12 december 1837 i Hyères, var en tysk farmakolog och botaniker.
Han var bror till Christian Gottfried Daniel Nees von Esenbeck. Nees var medhjälpare till sin bror då denne skapade botaniska trädgården i Bonn. År 1827 blev han ordinarie professor i farmaci vid Bonns universitet. Han övertog 1823 utgivningen av det farmaceutiska praktverket "Plantæ officinales" (med 552 planscher, 1821-33).
Auktorsnamnet T. Nees kan användas för Theodor Friedrich Ludwig Nees von Esenbeck i samband med ett vetenskapligt namn inom botaniken; se Wikipediaartiklar som länkar till auktorsnamnet.